# Teresita Gómez
María Teresa Gómez Arteaga (Medellín, Antioquia - 9 de mayo de 1943) es una pianista de música clásica y docente de gran trascendencia en el ámbito musical de Colombia y el mundo. Es reconocida como una de las mejores pianistas del país.

## Juventud
María Teresa Gómez Arteaga nació el 9 de mayo de 1943 en Medellín, Antioquia, Colombia. Fue dejada al cuidado del cuerpo médico del Hospital Universitario San Vicente de Paúl luego de que su madre biológica, en ese entonces con 18 años, María Cristina González, no se sintiera en condiciones de criarla. Ocho meses más tarde, fue adoptada por Valerio Gómez y María Teresa Arteaga, una pareja de clase media originaria de Marinilla, Antioquia. Gómez, posee ascendencia afrocolombiana por parte de su madre biológica.
Ella creció en un ambiente lleno de música, ya que su padre trabajaba como celador en el Palacio de Bellas Artes de Medellín, lo que los obligaba a vivir muy cerca de los salones de clases del Instituto de Bellas Artes y escuchar estudiantes tocando instrumentos permanentemente. A los 4 años, Gómez ya tocaba el piano gracias a su precoz oído musical. Memorizaba las melodías y practicaba por las noches cuando no había funcionarios ni estudiante en el instituto. Un día la profesora de piano Marta Agudelo de Maya la descubrió y comenzó a recibir clases formales de piano con ella, así como con la también pianista, Anna María Penella en Medellín. A los 10 años, María Teresa Gómez realizó su primer recital de piano.

## Carrera

### 1959-1987: Formación y vida en Europa
En 1959 inicia sus estudios superiores de piano en la Universidad de Antioquia y la Universidad Nacional de Colombia, donde se gradúa en la primera como concertista con la distinción summa cum laude en 1966. Tuvo el privilegio de recibir clases de la pianista rusa Tatiana Goncharova, la pianista alemana Hilde Adler y el pianista colombo-neerlandés Harold Martina. Entre 1971 y 1972 hizo parte de la Ópera de Medellín y entre 1975 a 1981 en la Ópera de Colombia.
A inicios de los ochenta, Gómez fue retenida arbitriariamente y sin pruebas durante veinte días por el Gobierno de Colombia luego de un viaje de intercambio cultural a Cuba, bajo la sospecha de pertenecer a la extinta guerrilla M-19, en ese viaje conoció a Pablo Milanés. Luego en 1982 hasta 1987, en el gobierno de Belisario Betancur fue enviada como agregada cultural de la Embajada de Colombia a la antigua República Democrática Alemana, desde donde divulgó la vida y obra de los más destacados compositores colombianos y compartió espacios con músicos célebres como Jean Pierre Rampal, Paul Tortelier y Ruggiero Ricci. En ese tiempo, fue también alumna de Barbara Hesse en Varsovia, Jakob Lateiner en Weimar y Klaus Bässler en Berlín.

### 1987-presente: Docencia y reconocimiento nacional

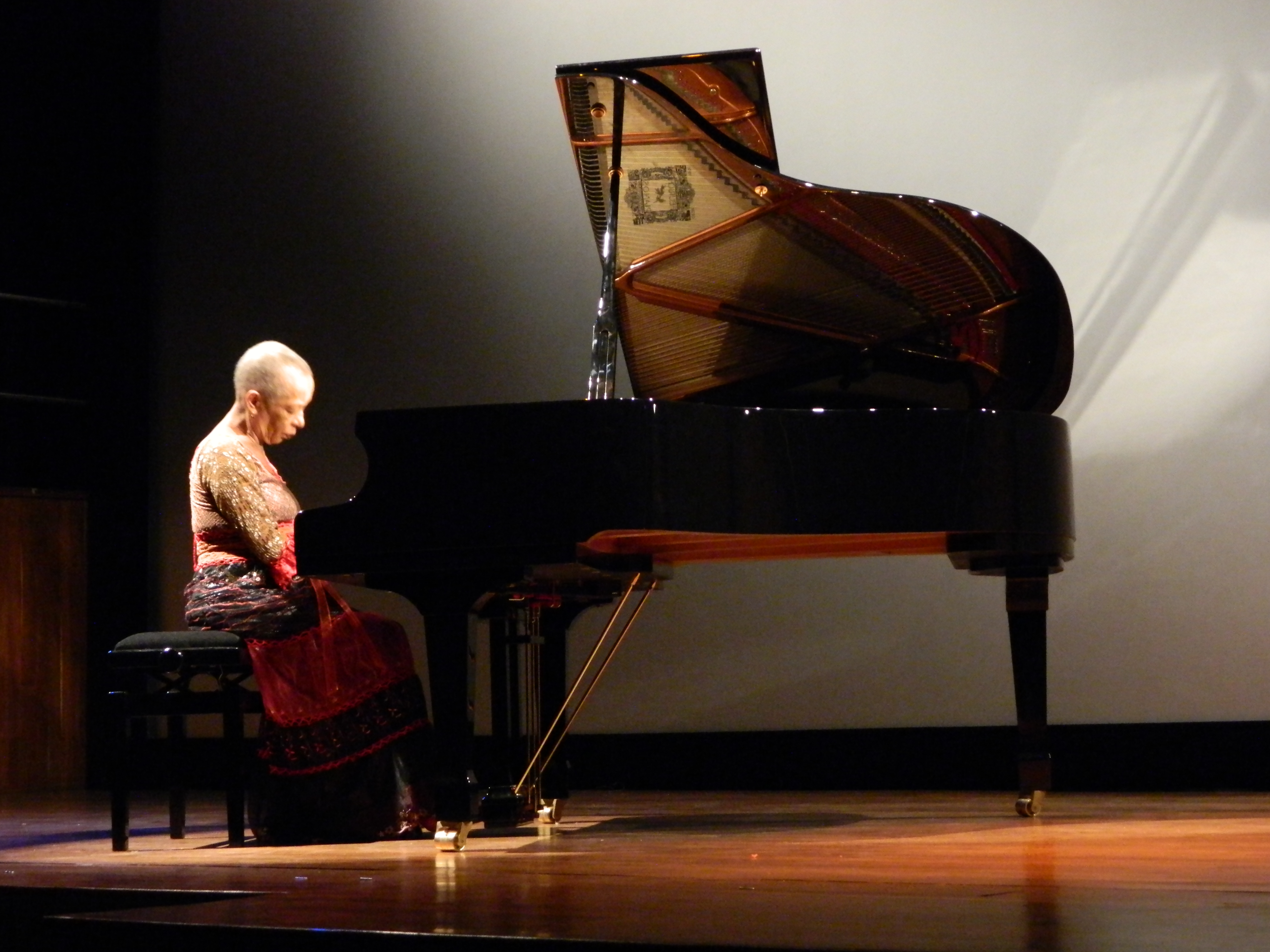
Teresita Gómez en Medellín (2013).

De regreso a Colombia, comienza a desempeñarse como docente de piano en la Universidad de Antioquia y otras instituciones en Colombia, actividad que desempeña hasta el día de hoy. Como músico, continúa siendo concertista y colaborando en conjuntos camarísticos como el dúo instrumental con el bandolista Jairo Rincón Gómez y su dúo permanente con el tenor colombiano Diver Higuita Bustamante con quien ha difundido la obra vocal en Colombia y en Europa de Antonio María Valencia, Gustavo Yepes, José Rozo Contreras, Jaime León, entre otros compositores colombianos.
En 2017, conmemoró en el Teatro Colón de Bogotá,  sus 60 años de vida artística con un emotivo concierto. El 7 de agosto de 2022, fue invitada para interpretar Hacia el Calvario del maestro Carlos Vieco y el Nocturno Op. 9 n.º 2° en solitario durante la Ceremonia de Posesión Presidencial de Gustavo Petro el 7 de agosto de 2022.

## Legado
Como homenaje en 2005 recibió por parte del Gobierno de Colombia la Cruz de la Orden de Boyacá en el grado de Comendador por su trayectoria artística, aporte a la cultura musical y representación honorable de Colombia en el exterior. 

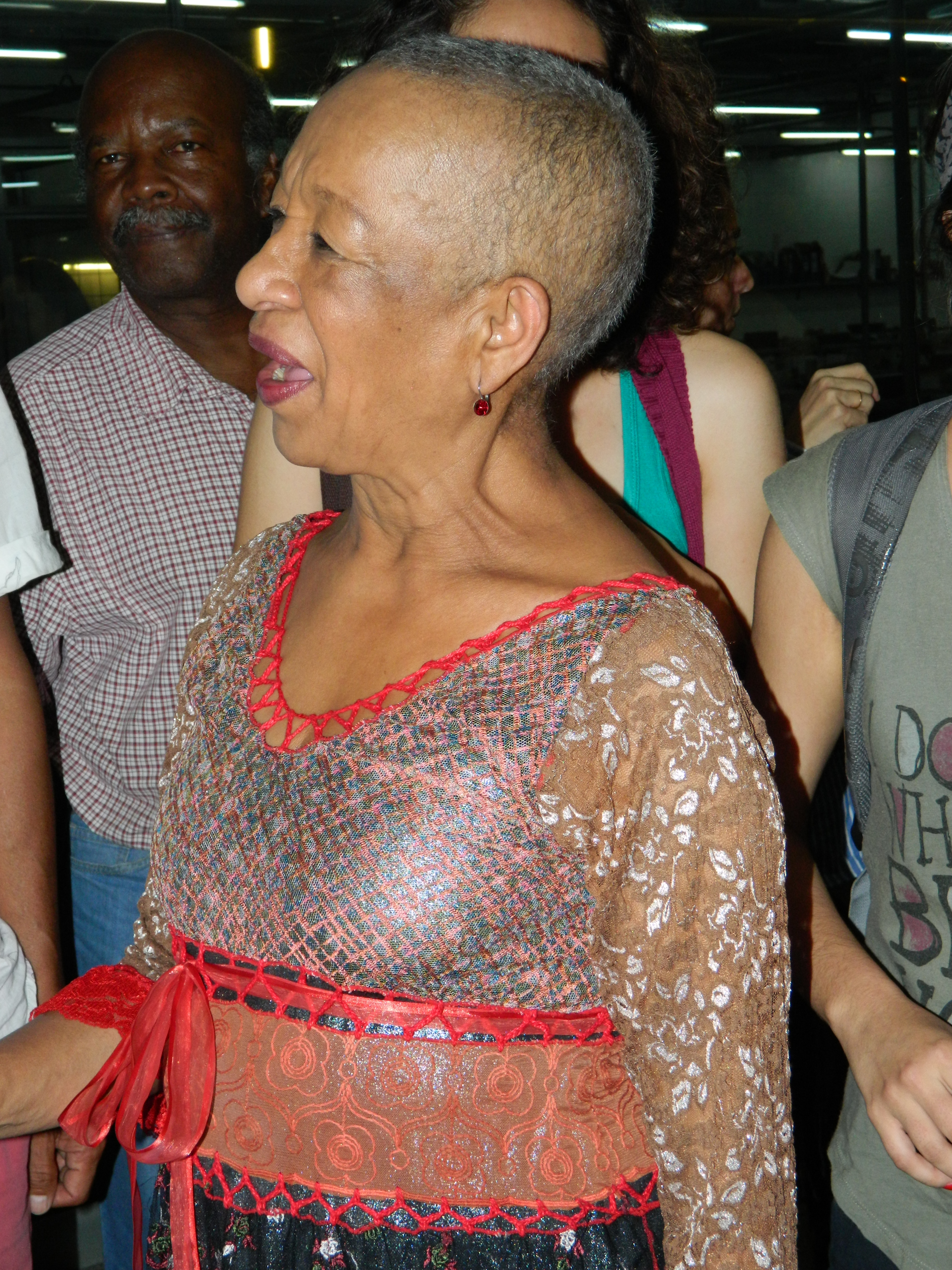
Teresita Gómez en 2013.

En junio de 2017 en honor a sus sesenta años de carrera, recibió dos reconocimientos, el primero por parte de la Universidad de Antioquia donde se le otorgó un reconocimiento especial por su vida y otro por la Gobernación de Antioquia, que la galardonó con el reconocimiento Juan del Corral categoría Oro, por su aporte musical y vida artística en las seis décadas de carrera. En julio de 2023, en compañía de su colega, Blanca Uribe, la Universidad Simón Bolívar, la Universidad del Atlántico y la Alcaldía de Barranquilla le rindieron homenaje y entregaron distinciones a su trayectoria.
En mayo de 2025, se realizó un homenaje en el marco del II Encuentro Afro, el cual se llevó a cabo en el Centro Nacional de las Artes, con un recital de piano interpretado en la sala ahora denominada Teresita Gómez en su honor.

## Participaciones destacadas
- Quinteto de Bogotá.
- Trío Frank Preuss.
- Conjunto Colombiano de Música Contemporánea.
- Pianista de la Ópera de Medellín.
- Pianista de la Ópera de Colombia.
- Pianista de los Festivales Bach en Bogotá y Medellín.
- Pianista del Festival de Música Religiosa de Popayán.
- Integrante de la Orquesta Sinfónica de Jeleniej Górze en Polonia.
- Organizadora del estreno mundial del segundo concierto para piano y orquesta dedicado a Colombia por el compositor italiano Carlo Jachino.
- Docente de piano en el Instituto de Bellas Artes de Medellín, Universidad de Antioquia, Universidad de Caldas, Universidad del Cauca y Universidad de Los Andes.

## Obras
- Teresa Gómez a Colombia (RTI/Discos Orbe, 1983)
- Teresa Gómez (Caribu Internacional, 1996)
- Teresita Gómez (Universidad de Antioquia, 1997)
- Para Recordar (Discos Fuentes/Universidad de Antioquia, 2000)
- Intimo (Alcaldía de Medellín, 2006)
- Antología I (ColMusica, 2007)
- Trilogía (Autopublicación, 2018)